# Điện hạ
Điện hạ (chữ Hán: 殿下) là một kính ngữ dành cho thành viên hoàng thất hoặc vương thất trong ngữ hạ Đông Á, xuất hiện ở Trung Quốc và áp dụng sang các nước đồng văn là Nhật Bản, Hàn Quốc lẫn Việt Nam.
Kính ngữ này tương đương với [Highness] trong ngữ hệ Tây Âu.

## Khái quát
Nguyên nghĩa của ["Điện hạ"] là chỉ bậc thềm trước cửa điện. Học giả thời Hán mạt là Thái Ung có lý giải về danh xưng này trong tập "Độc đoạn" (獨斷) như sau: ["Quần thần cùng Thiên tử nói chuyện, không dám chỉ trích, nên dùng Bệ hạ, ý nói tự xưng thấp kém mà tấu lên bậc tôn quý vậy. Sau đó, khi viết tấu lên, cũng đều xưng như vậy, quần thần và sĩ thứ do đó tạo ra các danh xưng như Điện hạ, Các hạ, Túc hạ,.."].
Từ đó về sau, cùng với danh xưng Bệ hạ, ["Điện hạ"] trở thành kính ngữ tôn quý. Trong một thời gian, danh xưng này từng chỉ dành cho một mình Thiên tử. Thời nhà Hán, Hoàng thái tử và Thân vương là hai địa vị được phép sử dụng, sang thời Tam Quốc thì Hoàng thái hậu lẫn Hoàng hậu cũng sử dụng, là kính ngữ tôn quý nhất.
Tại bán đảo Triều Tiên, các vị Vua của nhà Cao Ly ban đầu vẫn xưng Bệ hạ, sang thời nhà Triều Tiên bắt đầu xưng "Thần" với Trung Hoa triệt để, nên cũng dùng kính ngữ này, phiên hệ âm Hàn gọi là [Cheon-ha; 전하]. Còn ở Nhật Bản, Tam cung Hậu vị (Thái hoàng thái hậu, Hoàng thái hậu, Hoàng hậu) cùng Hoàng thái tử, Thân vương, Nội thân vương đều xưng Điện hạ. Sau thời Minh Trị, Hoàng hậu cùng Thiên hoàng đều xưng Bệ hạ.